# Eric Bailly
Eric Bertrand Bailly (Bingerville, 12 april 1994) is een Ivoriaans voetballer die doorgaans als centrale verdediger speelt. Hij tekende in december 2023 voor Villareal. Bailly debuteerde in 2015 in het Ivoriaans voetbalelftal.

## Clubcarrière
Bailly werd in december 2011 opgenomen in de jeugdopleiding van Espanyol. Hij speelde in het seizoen 2013/14 twintig wedstrijden voor Espanyol B, in de Segunda División B. Op 5 oktober 2014 debuteerde hij in het eerste elftal, in de Primera División tegen Real Sociedad. Hij mocht vlak voor affluiten invallen voor Sergio García. Coach Sergio González gaf hem op 9 november 2014 zijn eerste basisplaats in het eerste, in een thuiswedstrijd tegen Villarreal.
Bailly kwam in drie maanden tot vijf wedstrijden in de hoofdmacht van Espanyol voor Villarreal hem in januari 2015 overnam. Hier werd hij meteen basisspeler. Dat bleef hij ook in 2015/16. Bailly speelde met Villarreal niet alleen in de Primera División, maar ook twee seizoenen in de Europa League, zijn eerste ervaringen in een Europees clubtoernoopi. Zijn teamgenoten en hij bereikten hierin in 2015/16 de halve finale.
Bailly tekende in juni 2016 een contract tot medio 2020 bij Manchester United, dat circa €42.000.000,- voor hem betaalde aan Villarreal. Hier trok hij in zijn eerste seizoen zijn opgaande lijn verder door. Coach José Mourinho gebruikte hem het grootste gedeelte van seizoen 2016/17 als basisspeler en hij won dat jaar zowel het Community Shield, de League Cup als de Europa League. Het winnen van die laatste prijs betekende bovendien dat hij in 2017/18 voor het eerst in zijn carrière in de Champions League mocht spelen. Na een eveneens voorspoedig verlopen begin van het nieuwe seizoen begon in november 2017 een periode waarin Bailly jarenlang kampte met de ene blessure na de andere. Zijn enkel, hoofd, knie en rug bleven geen van allen bespaard. Zo was hij van 2017/18 tot en met 2020/21 ieder seizoen drie tot bijna zes maanden niet inzetbaar. Bailly kwam hierdoor in zes jaar in Engeland gemiddeld nog geen twaalf speelronden per seizoen in actie. Manchester United verhuurde hem in augustus 2022 voor een jaar aan Olympique Marseille. Hier fungeerde hij vooral als invaller. Blessures kostten hem ook hier bijna drie maanden.
Bailly verruilde Manchester United in oktober 2023 transfervrij voor Beşiktaş. Hij tekende hier voor een jaar, met een optie op nog twee seizoenen.

## Clubstatistieken
| Seizoen | Club                | Competitie         | Competitie | Competitie | Beker | Beker | Internationaal | Internationaal | Totaal | Totaal |
| Seizoen | Club                | Competitie         | Wed.       | Dlp.       | Wed.  | Dlp.  | Wed.           | Dlp.           | Wed.   | Dlp.   |
| ------- | ------------------- | ------------------ | ---------- | ---------- | ----- | ----- | -------------- | -------------- | ------ | ------ |
| 2013/14 | Espanyol B          | Segunda División B | 20         | 0          | —     | —     | —              | —              | 20     | 0      |
| 2014/15 | Espanyol B          | Segunda División B | 1          | 0          | —     | —     | —              | —              | 1      | 0      |
| 2014/15 | Espanyol            | Primera División   | 5          | 0          | 0     | 0     | 0              | 0              | 5      | 0      |
| 2014/15 | Villarreal          | Primera División   | 10         | 0          | 0     | 0     | 2              | 0              | 12     | 0      |
| 2015/16 | Villarreal          | Primera División   | 25         | 0          | 3     | 0     | 7              | 1              | 35     | 1      |
| 2016/17 | Manchester United   | Premier League     | 25         | 0          | 1     | 0     | 11             | 0              | 37     | 0      |
| 2017/18 | Manchester United   | Premier League     | 13         | 1          | 2     | 0     | 3              | 0              | 18     | 1      |
| 2018/19 | Manchester United   | Premier League     | 12         | 0          | 2     | 0     | 4              | 0              | 18     | 0      |
| 2019/20 | Manchester United   | Premier League     | 4          | 0          | 3     | 0     | 4              | 0              | 11     | 0      |
| 2020/21 | Manchester United   | Premier League     | 12         | 0          | 4     | 0     | 5              | 0              | 21     | 0      |
| 2021/22 | Manchester United   | Premier League     | 4          | 0          | 1     | 0     | 2              | 0              | 7      | 0      |
| 2022/23 | Olympique Marseille | Ligue 1            | 17         | 0          | 1     | 0     | 5              | 0              | 23     | 0      |
| Totaal  | Totaal              | Totaal             | 148        | 1          | 17    | 0     | 43             | 1              | 208    | 2      |

## Interlandcarrière
Bailly debuteerde op 11 januari 2015 in het Ivoriaans voetbalelftal. Bondscoach Hervé Renard liet hem toen invallen in een oefeninterland tegen Nigeria. DIezelfde Renard nam hem later dat jaar mee naar het Afrikaans kampioenschap 2015. Hierop speelde hij alle wedstrijden. Zijn landgenoten en hij wonnen het toernooi en versloegen in de finale na strafschoppen Ghana. Hierbij benutte hij de negende penalty voor zijn ploeg. Bailly behoorde ook tot de Ivoriaanse ploeg op het minder succesvol verlopen Afrikaans kampioenschap 2017 en Afrikaans kampioenschap 2021.

## Erelijst
| Competitie                |                   |                   |                   |                   |
| Competitie                | Aantal            | Jaren             |                   |                   |
| Manchester United         | Manchester United | Manchester United | Manchester United | Manchester United |
| ------------------------- | ----------------- | ----------------- | ----------------- | ----------------- |
| UEFA Europa League        | 1x                | 2016/17           |                   |                   |
| EFL Cup                   | 1x                | 2016/17           |                   |                   |
| FA Community Shield       | 1x                | 2016              |                   |                   |
| Ivoorkust                 |                   |                   |                   |                   |
| CAF Africa Cup of Nations | 1x                | 2015              |                   |                   |

1 Júnior ·
2 Costa ·
3 Albiol  ·
4 Bailly ·
5 Kambwala ·
6 Suárez ·
7 Moreno ·
8 Foyth ·
10 Parejo ·
11 Akhomach ·
12 Bernat ·
13 Conde ·
14 Comesaña ·
15 Barry ·
16 Baena ·
17 Femenía ·
18 Gueye ·
19 Pépé ·
20 Terrats ·
21 Pino ·
22 Pérez ·
23 Cardona ·
24 Pedraza ·
31 Álvarez ·
Coach: Marcelino